# Neriene compta
Neriene compta là một loài nhện trong họ Linyphiidae.
Loài này thuộc chi Neriene. Neriene compta được miêu tả năm 1986 bởi Zhu & Sha.